# Trichonida-See
Der Trichonida-See (neugriechisch λίμνη Τριχωνίδα; altgriechisch λίμην Τριχωνίς Límēn Trichōnís) ist der größte See natürlichen Ursprungs in Griechenland. Der See befindet sich im Osten der Präfektur Ätolien-Akarnanien (griechisch Αιτωλοακαρνανία) in der Region Westgriechenland südsüdöstlich der Stadt Agrinio, nordwestlich der Stadt Nafpaktos und nordnordöstlich der Stadt Messolongi.
Der See hat eine maximale Ausdehnung von 18,2 km Länge und befindet sich auf einer Höhe von 15 m über dem Meeresspiegel. Der benachbarte Lysimachia-See liegt einen Meter tiefer (14 m). Die maximale Breite beträgt 7,5 km, die maximale Tiefe des Sees 57 bis 58 m (je nach Quelle), die mittlere Tiefe beträgt 29 oder 30,45 m (je nach Quelle), wobei der Wasserspiegel im Jahr um etwa 1 m schwankt. Damit gehört der Trichonida-See zu den drei natürlichen Seen in Griechenland, die eine Wassertiefe von mehr als 50 m aufweisen. Die Küstenlänge des Trichonida-Sees wurde mit 52,1 km berechnet, die vom See eingenommene Fläche beträgt 98,2 km² (nach anderen Quellen 98,6 km²). Das berechnete Wasservolumen des Trichonida-Sees beläuft sich auf 2,868 bis 2,990 Kubikkilometer; auch bezogen auf das Wasservolumen ist der See der größte natürliche See in Griechenland. Der Trichonida-See entwässert ein Gebiet von 215 oder 250 km² (je nach Quelle).
Die mittlere Wassertemperatur im Trichonida-See beträgt 15 °C, die maximale 30 °C. Im Sommer entwickelt der Trichonida-See eine sogenannte thermale Stratifizierung; es bilden sich Wasserschichten mit unterschiedlichen Wassertemperaturen heraus, was nur den wenigen tieferen Seen in Griechenland vorbehalten ist. Im Winter friert der See nie zu. Er gehört zu den warmen monomiktischen Seen.
Ursprünglich bedeckte der See weite Teile der heutigen Ebene von Ätolien-Akarnanien. Er war damit auch mit dem heute westlich benachbarten Lysimachia-See zu einem See verbunden. Durch Verlandungsprozesse schrumpfte der Trichonida-See auf seine heutige Größe von 98,2 bis 98,6 Quadratkilometern.
Im Norden und Nordosten des Seeufers steigt das Massiv des Panetoliko auf. Die Ufer des Sees sind entweder bewaldet oder von landwirtschaftlich genutzten Flächen umgeben. 200 Vogelarten siedeln am Trichonida-See, von denen 50 als selten vorkommend gelten.